# Le Roi de la polka
Pour plus de détails, voir Fiche technique et Distribution.
Le Roi de la polka (The Polka King) est un film américain réalisé par Maya Forbes, sorti en 2017.

## Synopsis
L'histoire vraie de Jan Lewan, star locale de la polka en Pennsylvanie, qui met en place un système de Ponzi qui le mènera en prison.
Le film s’ouvre sur une représentation du groupe de polka (Black) de Jan Lewan en Pennsylvanie. Vers la fin du spectacle, il amène sa femme Marla (Slate) sur scène, qui porte des bijoux en ambre qu’ils vendent dans leur boutique de souvenirs. Après le concert, Jan raconte à un spectateur heureux comment il a émigré de Pologne et s’est retrouvé en Amérique à occuper tous les emplois subalternes disponibles jusqu’à ce qu’il économise suffisamment pour fonder le groupe. Lewan se souvient également d’avoir participé à un téléthon caritatif où il a rencontré Marla, qui était une reine de beauté locale.
Le clarinettiste de son groupe, Mickey (Schwartzman), rend visite à Jan dans sa boutique de cadeaux pour lui dire qu’il veut quitter le groupe. Mickey et les membres de son groupe soupçonnent Jan d’être passé par-dessus sa tête et citent des rumeurs telles qu’une femme en costume serait un « numéro d’ours dansant ». Jan admet tout cela, convainquant Mickey de « voir la situation dans son ensemble ».
Un couple de personnes âgées rend visite à Jan et lui demande s’il peut investir dans son groupe. Il explique qu’ils ont la garantie d’un retour sur investissement annuel de 12 %. Le malheur du groupe commence à s’inverser, et Mickey remercie Jan de ne pas avoir à retourner à Radio Shack, un travail qu’il détestait. Le bureau de la Securities and Exchange Commission de l’État découvre que Jan s’en prend à des investisseurs et envoie l’enquêteur Ron Edwards (Smoove) le rencontrer. Il informe Jan qu’il n’est pas autorisé à accepter des investissements parce qu’il ne s’est pas inscrit correctement. Il donne trois jours à Jan pour rendre l’argent de ses investisseurs et fermer.
Avec des centaines de milliers de dollars déjà investis, Jan ne peut pas respecter l’échéance de la SEC. Quand Edwards ne voit plus d’activité, il ferme l’affaire. Cependant, Jan a secrètement poursuivi ses investissements en changeant le nom de sa société d’investissement, comme en témoigne le fait que le couple de personnes âgées cherche à augmenter leur investissement et que Jan prend leur argent en rédigeant de nouveaux papiers.
Le film suit Jan alors qu’il continue de développer ses entreprises. Jan crée une agence de voyage proposant des circuits en Europe. Il vend un forfait qui culmine avec une audience privée avec le Pape. À Rome, il supplie Mickey de l’aider à soudoyer les fonctionnaires du Vatican pour obtenir l’audience papale. Réalisant qu’il a menti à tous les visiteurs de la tournée, Mickey menace de dénoncer Jan, mais Jan explique que sa philosophie est simplement de dire ses objectifs à haute voix jusqu’à ce qu’ils deviennent vrais. Il encourage Mickey à faire de même, et Mickey explique qu’il a rêvé de se créer un nom de scène. Jan s’agenouille avec lui dans le hall de l’hôtel et le surnomme « Mickey Pizzazz ».
Marla a ressenti le besoin de réaliser quelque chose par elle-même en participant à un autre concours de beauté. Elle est soutenue par Jan (qui y voit une chance d’augmenter sa publicité) qui soudoie les juges afin de la couronner Mme Pennsylvanie. Lorsque le concours a été accusé de malversation, Marla refuse de céder son titre. La mauvaise presse croissante pousse de nombreux investisseurs à se plaindre auprès de la SEC ou à fermer leurs comptes. Le couple de personnes âgées qui ont été ses principaux investisseurs en fait partie, ce qui ferait exploser son système de Ponzi, mais Jan les dissuade de partir en leur offrant son taux maximal de 20% de rendement annuel.
Lors d’une tournée, un accident de bus tue deux personnes et hospitalise le fils de Jan. Jan supplie Dieu d’épargner son fils. Lorsque Jan est arrêté en même temps que la guérison de son fils, Jan coopère volontiers avec Edwards, pensant que c’est l’exigence de Dieu pour la pénitence.
Jan est condamné à cinq ans de prison. Marla divorce de Jan et il a tout perdu. Jan se lie d’amitié avec des prisonniers noirs qui lui apprennent le hip-hop et lui apprennent à apprécier la polka. Lorsque Jan est libéré de prison, il est accueilli par son fils et Mickey, qui proposent tous deux de faire revivre le groupe de polka

## Fiche technique
- Titre : Le Roi de la polka
- Titre original : The Polka King
- Réalisation : Maya Forbes
- Scénario : Maya Forbes et Wallace Wolodarsky
- Musique : Theodore Shapiro
- Photographie : Andrei Bowden Schwartz
- Montage : Catherine Haight
- Production : Jack Black, Stuart Cornfeld, Monica Levinson, Priyanka Mattoo, David Permut, Shivani Rawat et Wallace Wolodarsky
- Société de production : ShivHans Pictures, Electric Dynamite, Permut Presentations et Red Hour Films
- Société de distribution : Netflix
- Pays :  États-Unis
- Genre : Biopic, comédie et drame
- Durée : 95 minutes
- Dates de sortie : 12 janvier 2018

## Distribution
- Jack Black (VF : Christophe Lemoine) : Jan Lewan
- Jenny Slate (VF : Dorothée Pousséo) : Marla Lewan
- Jason Schwartzman (VF : Damien Boisseau) : Mickey Pizzazz
- Jacki Weaver (VF : Élisabeth Wiener) : Barb
- J. B. Smoove (VF : Jean-Baptiste Anoumon) : Ron Edwards
- Robert Capron (VF : Gabriel Bismuth-Bienaimé) : David Lewan
- Willie Garson : Lonny
- Vanessa Bayer (VF : Maëlle Genet) : Bitsy Bear
- Robert Macaux (VF : Philippe Beautier) : Christopher
- Mary Klug (VF : Nicole Favart) : Anita Krzyewski
- Wallace Wolodarsky (VF : Marc Perez) : Vince
- Halsey : Saxophoniste

## Production
Le tournage principal a eu lieu à la mi-juillet 2016 dans l'état de Rhode Island, à Pawtucket et également à Woonsocket et Cranston,